# Décès en 1027
Décès
- 1023
- 1024
- 1025
- 1026
- 1027
- 1028
- 1029
- 1030
- 1031

Cette page dresse une liste de personnalités mortes au cours de l'année 1027 :
- 3 janvier : Fujiwara no Yukinari, calligraphe japonais (shodoka) de l'époque de Heian.
- 17 mai : Abbé Théodoric, bénédictin, abbé de Jumièges et du Mont Saint-Michel.
- 19 juin[1] : Romuald de Ravenne, fondateur de l'ordre des Camaldules, le dernier des pères du désert.
- 6 août[2] : Richard III de Normandie.
- 16 août : Georges Ier de Géorgie, second roi du royaume unifié de Géorgie.
- 15 octobre : Aurélie de Ratisbonne, ou Aurélie de Strasbourg ou Aurèle, ermite et sainte.

- Abu'l-Qasim al-Husayn ibn Ali al-Maghribi (en), homme d'Etat du Moyen-Orient
- Dayang Jingxuan (en), moine bouddhiste chinois.
- Dogra mac Dúnadach (en), roi du Síol Anmchadha (Irlande).
- Fujiwara no Kenshi, ou Biwadono-Kōtaigō, impératrice consort de l'empereur Sanjō du Japon.
- Gadhra Mór mac Dundach (en), roi du Síol Anmchadha et Uí Maine (Irlande).
- Guaimar III de Salerne, prince de Salerne.
- Hipolit, second archevêque de Gniezno.
- Rainier (en), souverain de Toscane.
- Richard III de Normandie, duc de Normandie.
- Walter de Spire (en), évêque de Spire.
- Yazid II de Shirvan (en), chah de Chirvan.

## Crédit d'auteurs
- Cet article est partiellement ou en totalité issu de l'article intitulé « 1027 » (voir la liste des auteurs).